# Passeig de Gràcia
Il Passeig de Gràcia (pron. catalana: [pəˈsɛdʒ də ˈgɾasiə]) è una delle più note avingudes ("viali") di Barcellona anche grazie alle opere di architettura modernista di Antoni Gaudí e Lluís Domènech i Montaner, dichiarate Patrimonio dell'umanità, e ad altre di famosi architetti come Josep Puig i Cadafalch e Enric Sagnier.

## Descrizione
Si trova nella parte centrale dell'Eixample: collega Plaça de Catalunya con il quartiere di Gràcia ed incrocia le 2 strade principali di Barcellona (la Gran Via de les Corts Catalanes  e l'Avinguda Diagonal). Questo trait d'union tra il centro di Barcellona e l'allora piccolo sobborgo di Gràcia venne urbanizzato e arricchito di piante nel 1827. In seguito, tra il 1890 e il 1925, divenne il centro residenziale dell'alta borghesia cittadina.
Ancora oggi il Passeig de Gràcia è una delle strade più care di Spagna sia per quanto riguarda il costo degli appartamenti, che per i prezzi proposti dai negozi presenti.

## Edifici di interesse
- Illa de la Discòrdia[7]
  - Casa Lleó Morera, di Lluís Domènech i Montaner
  - Casa Mulleras di Enric Sagnier
  - Casa Bonet, di Marcel·lià Coquillat
  - Casa Amatller, di Josep Puig i Cadafalch
  - Casa Batlló, di Antoni Gaudí
- Casa Milà (o La Pedrera), di Antoni Gaudí
- Casa Fuster, di Lluís Domènech i Montaner
- Cases Rocamora, di Joaquim e Bonaventura Bassegoda
- Casa Bonaventura Ferrer, di Pere Falqués
- Cases Pascual i Pons, di Enric Sagnier
- Casa Ramon Casas, di Antoni Rovira i Rabassa
- Palau Robert
- Teatre Tívoli
- Jardins de Salvador Espriu
- Museu del perfum
- Hotel Majestic
- Bancs-Fanals
- Edifici Generali.

### Galleria d'immagini

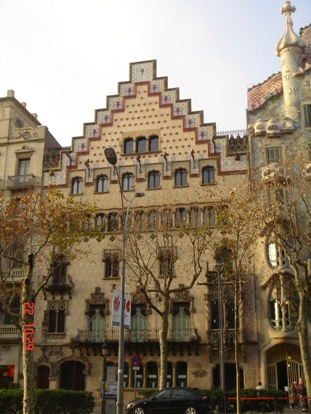
Casa Amatller
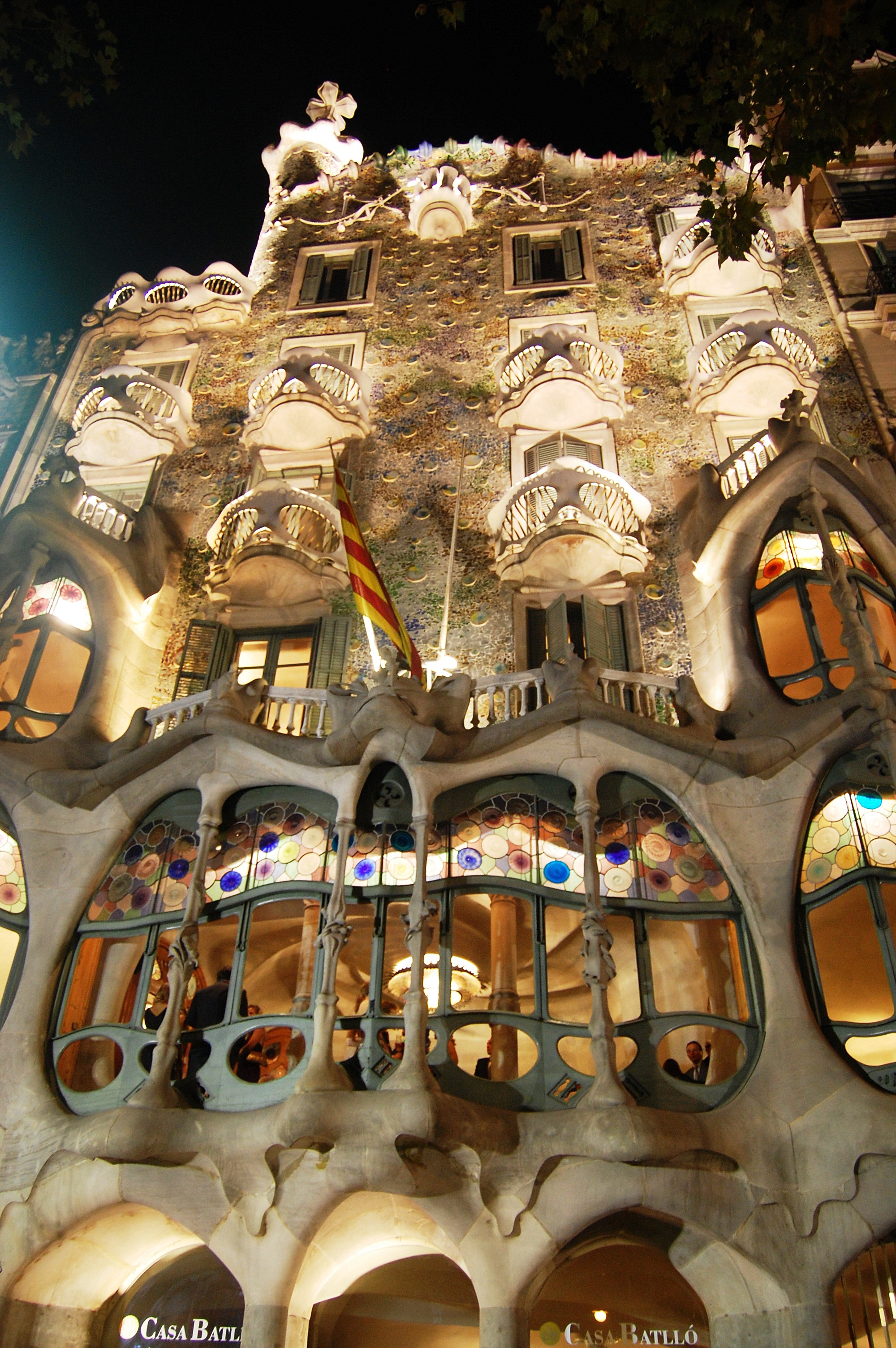
Casa Batlló
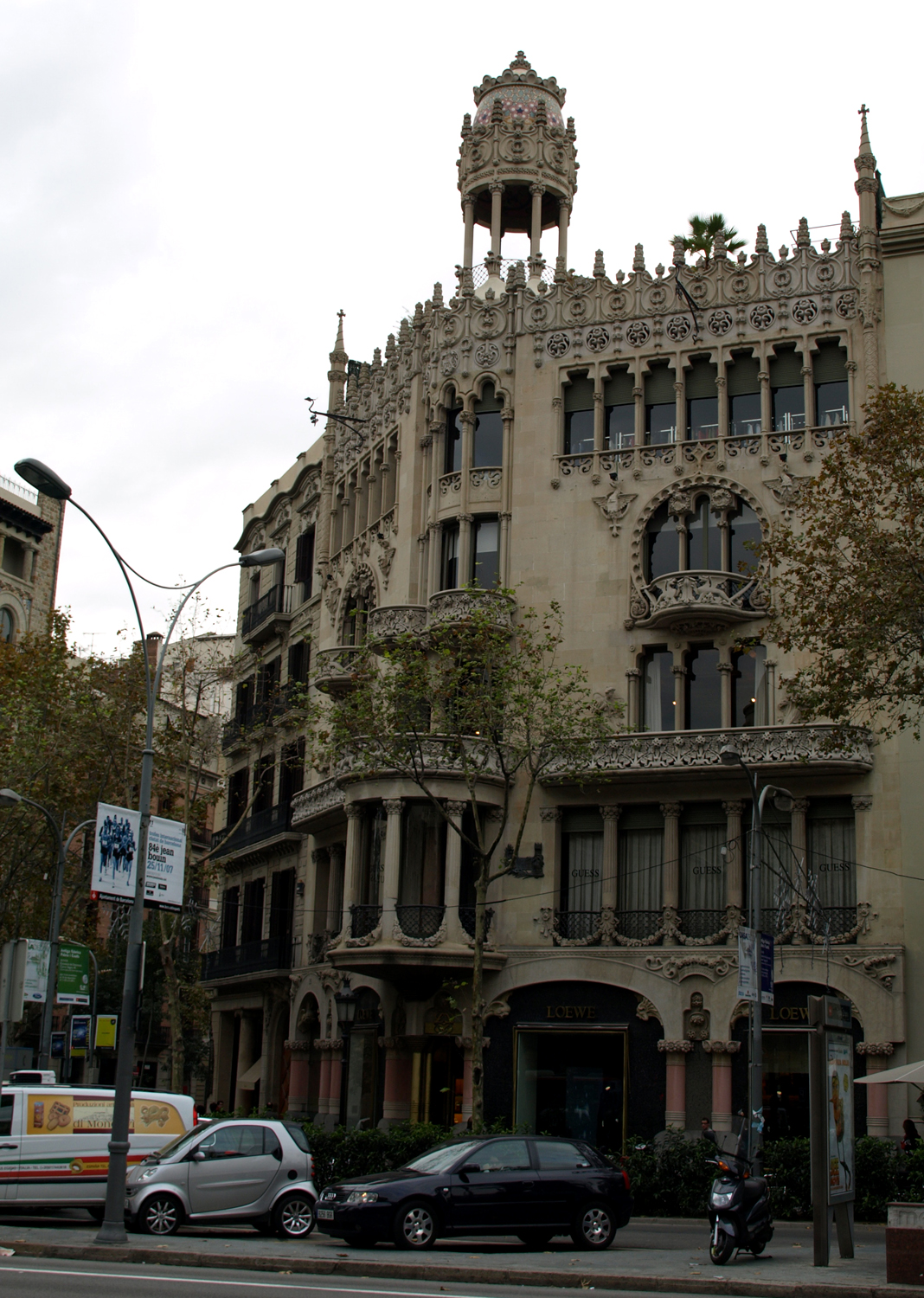
Casa Lleó Morera
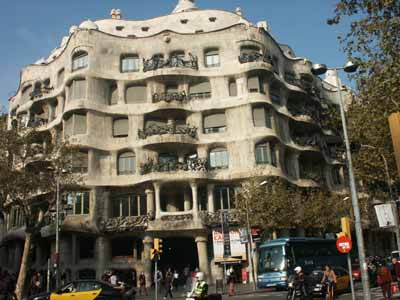
Casa Milà
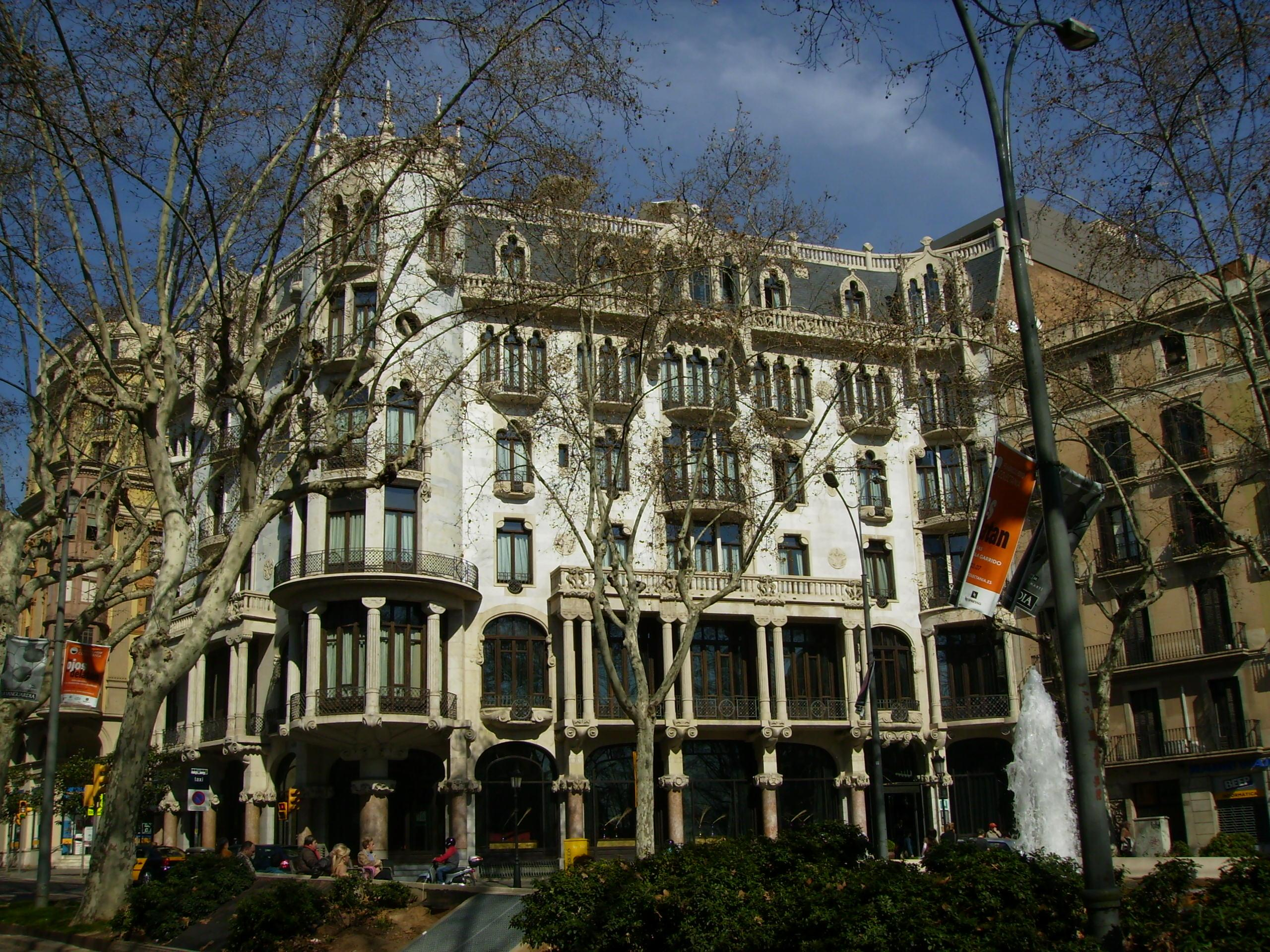
Casa Fuster
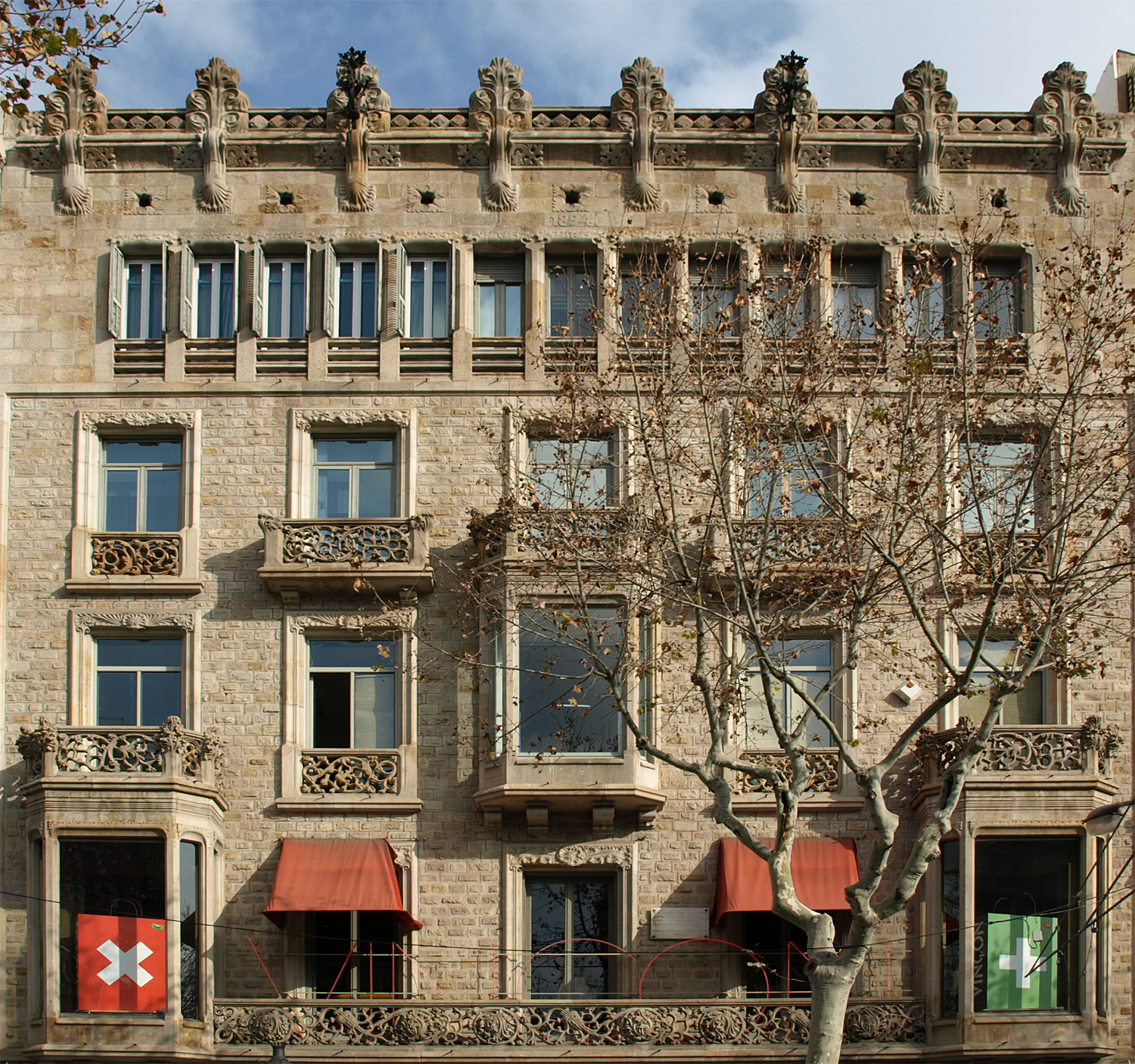
Casa Ramon Casas
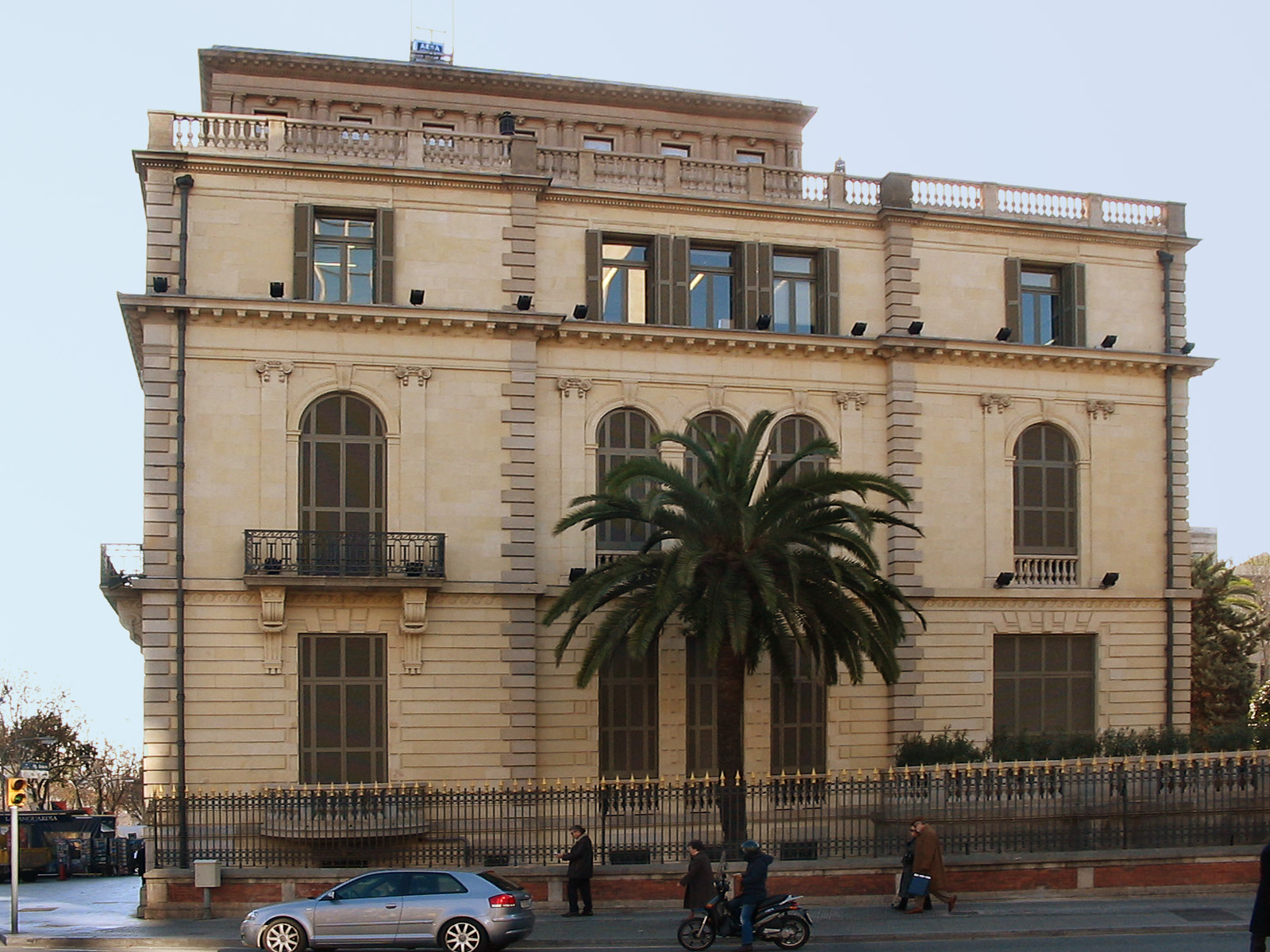
Palau Robert
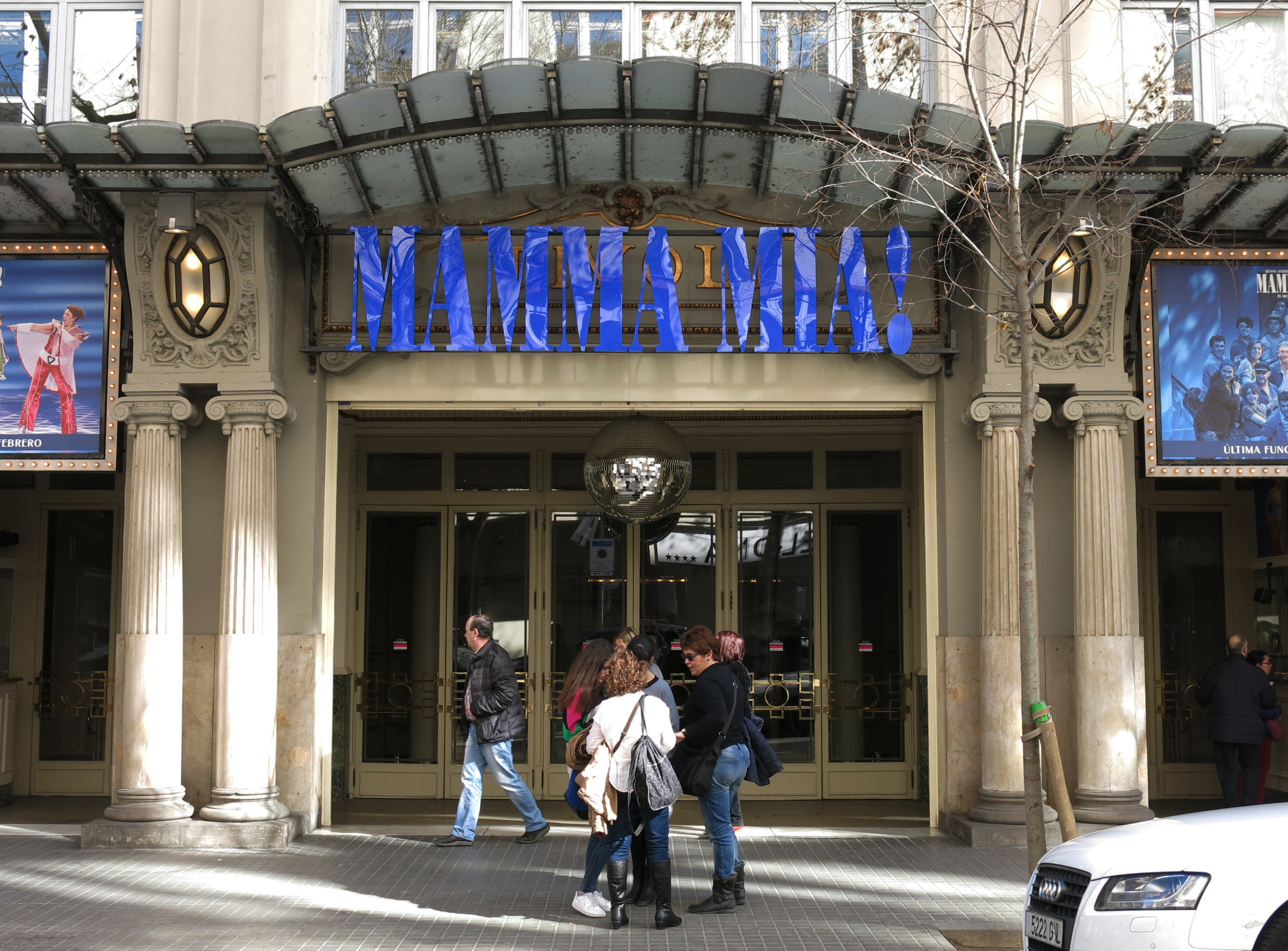
Teatre Tìvoli